# 巴拉克河
巴拉克河，是印度阿薩姆邦南部一條大河，起源於曼尼普爾邦山區，穿過米佐拉姆邦進入阿薩姆邦，最彼流向孟加拉國成為蘇爾瑪河和庫希亞拉河。

## 流程
巴拉克河起源於曼尼普爾邦山區那加族普馬部落的里阿爾村，同時接受了很多山區小溪的流水，包括 Gumti,Howrah,Kagni,Senai Buri,Hari Mangal,Kakrai, Kurulia, Balujhuri, Shonaichhari和Durduria。之後向西流動通過曼尼普爾邦，然後離開曼尼普爾邦和進入米佐拉姆邦。
巴拉克河之後在米佐拉姆邦的西南方向流動，然後突然改變方向流入阿薩姆邦，然後向西流動在拉基普爾附近進入平原，通過西爾恰爾匯入馬杜拉河流入孟加拉國。